# باستيان تروست
باستيان تروست (بالألمانية: Bastian Trost)‏ (و. 1974 – م) هو ممثل من ألمانيا. ولد في دوسلدورف.

## وصلات خارجية
- باستيان تروست على موقع IMDb (الإنجليزية)
- باستيان تروست على موقع ألو سيني (الفرنسية)
- باستيان تروست على موقع أول موفي (الإنجليزية)
- باستيان تروست على موقع قاعدة بيانات الفيلم (الإنجليزية)
- باستيان تروست على موقع كينوبويسك (الروسية)